# 243536 Mannheim
243536 Mannheim è un asteroide della fascia principale. Scoperto nel 2010, presenta un'orbita caratterizzata da un semiasse maggiore pari a 3,1073198 UA e da un'eccentricità di 0,1062407, inclinata di 7,68880° rispetto all'eclittica.
Dal 23 settembre al 28 novembre 2010, quando 249160 Urriellu ricevette la denominazione ufficiale, è stato l'asteroide denominato con il più alto numero ordinale. Prima della sua denominazione, il primato era di 241418 Darmstadt.
L'asteroide è dedicato all'omonima città tedesca.